# Hepialichneumon baimaensis
Hepialichneumon baimaensis là một loài tò vò trong họ Ichneumonidae.